# Povišanje svetega Križa
Povišanje svetega Križa je krščanski praznik, ki ga Pravoslavna in Katoliška cerkev praznujeta 14. septembra.
Praznik se nanaša na češčenje križa, na katerem je umrl Jezus Kristus. Uvedba je povezana z najdbo pravega križa v Sveti deželi, ki naj bi ga okoli leta 330 odkrila sv. Helena, mati cesarja Konstantina.
Po spreobrnjenju v krščanstvo je cesar Konstantin leta 325 ali 326 jeruzalemskemu škofu sv. Makariju naročil, naj mesto Božjega groba, ki ga je častila tamkajšnja krščanska skupnost, odkoplje izpod Venerinega templja in na njem zgradi cerkev. Na tem mestu danes stoji Bazilika Božjega groba.

## Vir
- Povišanje svetega Križa – praznik. Svetniki.org.